# The Expanding Universe of Ashley Garcia
The Expanding Universe of Ashley Garcia (Ashley Garcia: la genio enamorada o Ashley Garcia: La ecuación del amor en español) es una serie de televisión de comedia estadounidense creada por Mario Lopez y Seth Kurland que se estrenó el 17 de febrero de 2020 en Netflix. La segunda parte de la primera temporada se lanzó el 20 de julio de 2020.
El 9 de diciembre de 2020 a estrenó un episodio especial de navidad que no continúa la trama principal de la serie con respecto al último episodio.

## Argumento
Ashley García, la única ingeniera de robótica y científica aeroespacial de 15 años en el mundo, se muda con su tío Victor del otro lado del país para tener la oportunidad de trabajar en la NASA. 

## Reparto

### Principal
- Paulina Chávez como Ashley Garcia, la ingeniera de robótica más joven y científica de cohetes de JPL con doctorados en robótica y matemática aplicada.
- Jencarlos Canela como Víctor Garcia, el tío de Ashley, entrenador de fútbol de Crown City High School y copropietario de una cafetería llamada Pat's. Exjugador de fútbol americano del equipo Dallas Cowboys.[5]
- Conor Husting como Tad Cameron, capitán del equipo de fútbol en Crown City High School y el interés amoroso de Ashley.
- Bella Podaras como Brooke Bishop, la mejor amiga de la infancia de Ashley y diseñadora de moda.
- Reed Horstmann como Stick Goldstein, entrenador del equipo de fútbol de Crown City High School y el interés amoroso de Brooke.

### Recurrente
- Mario Lopez como Nico, amigo de Victor y copropietario de Pat's.
- Haley Pullos como Bella Schmerz, la novia intermitente de Tad.
- Chelsea Kane como Ava Germaine, la mejor amiga de Ashley del MIT y el interés amoroso de Victor.
- Cristela Alonzo como Santina, la madre de Ashley.
- Naomi Grace como Madison, la amiga de Ashley que organiza una noche de chicas.

Fuente: 

## Partes
| Temporada | Temporada | Parte | Episodios | Episodios | Lanzamiento original   | Lanzamiento original   |
| --------- | --------- | ----- | --------- | --------- | ---------------------- | ---------------------- |
|           | 1         | 1     | 15        | 8         | 17 de febrero de 2020  | 17 de febrero de 2020  |
|           | 1         | 2     | 15        | 6         | 20 de julio de 2020    | 20 de julio de 2020    |
|           | 1         | 3     | 15        | 1         | 9 de diciembre de 2020 | 9 de diciembre de 2020 |

## Episodios
| No.                        | Título                                          | Dirigido por       | Escrito por                                                                  | Fecha de lanzamiento original |         |         |         |         |         |         |         |         |
| Parte 1                    | Parte 1                                         | Parte 1            | Parte 1                                                                      | Parte 1                       | Parte 1 | Parte 1 | Parte 1 | Parte 1 | Parte 1 | Parte 1 | Parte 1 | Parte 1 |
| -------------------------- | ----------------------------------------------- | ------------------ | ---------------------------------------------------------------------------- | ----------------------------- | ------- | ------- | ------- | ------- | ------- | ------- | ------- | ------- |
| 1                          | "Menta para el aliento"                         | Jody Margolin Hahn | Teleplay: Seth Kurland Historia : Pamela Corkey y Seth Kurland y Mario Lopez | 17 de febrero de 2020         |         |         |         |         |         |         |         |         |
| 2                          | "Gira, doctor"                                  | Jonathan Judge     | Julie Whitesell                                                              | 17 de febrero de 2020         |         |         |         |         |         |         |         |         |
| 3                          | "Haptics"                                       | Jody Margolin Hahn | Seth Kurland                                                                 | 17 de febrero de 2020         |         |         |         |         |         |         |         |         |
| 4                          | "La búsqueda de vida inteligente"               | Jody Margolin Hahn | David Kendall                                                                | 17 de febrero de 2020         |         |         |         |         |         |         |         |         |
| 5                          | "Sin base científica alguna"                    | Eva Longoria       | Philippe Iujvidin                                                            | 17 de febrero de 2020         |         |         |         |         |         |         |         |         |
| 6                          | "Me caes Bien"                                  | Eva Longoria       | Molly Haldeman y Camilla Rubis                                               | 17 de febrero de 2020         |         |         |         |         |         |         |         |         |
| 7                          | "Hasta la vista baby"                           | Melissa Joan Hart  | Jessica Lopez                                                                | 17 de febrero de 2020         |         |         |         |         |         |         |         |         |
| 8                          | "Ir a un baile de secundaria"                   | Jeff Melman        | Sam Stefanak                                                                 | 17 de febrero de 2020         |         |         |         |         |         |         |         |         |
| Parte 2                    |                                                 |                    |                                                                              |                               |         |         |         |         |         |         |         |         |
| 9                          | "En Tad confiamos"                              | Jeff Melman        | Heather Dean y Rosie Borchert                                                | 20 de julio de 2020           |         |         |         |         |         |         |         |         |
| 10                         | "El fracaso no es una opción"                   | Jean Sagal         | Philippe Iujvidin                                                            | 20 de julio de 2020           |         |         |         |         |         |         |         |         |
| 11                         | "Consecuencias no deseadas"                     | Adam Weissman      | Molly Haldeman y Camilla Rubis                                               | 20 de julio de 2020           |         |         |         |         |         |         |         |         |
| 12                         | "Cuenta conmigo"                                | Rob Schiller       | Heather Dean y Rosie Borchert                                                | 20 de julio de 2020           |         |         |         |         |         |         |         |         |
| 13                         | "Reescribiendo el código de chica"              | Jody Margolin Hahn | Julie Whitesell                                                              | 20 de julio de 2020           |         |         |         |         |         |         |         |         |
| 14                         | "Otro viaje alrededor del Sol"                  | Andrew DeYoung     | Sam Stefanak                                                                 | 20 de julio de 2020           |         |         |         |         |         |         |         |         |
| Parte 3 (Especial Navidad) |                                                 |                    |                                                                              |                               |         |         |         |         |         |         |         |         |
| 15                         | "El verdadero significado de la Navidad juntos" |                    |                                                                              | 9 de diciembre de 2020        |         |         |         |         |         |         |         |         |

## Producción

### Desarrollo
El 23 de mayo de 2019, se anunció que Netflix había dado a la producción un pedido directo a la serie para una primera temporada de dieciséis episodios. La serie fue creada por Mario López, quien también se esperaba que produjera de manera ejecutiva junto a Seth Kurland y David Kendall. El 30 de julio de 2019, se informó que Jody Margolin Hahn dirigirá el piloto y varios otros episodios. La serie se estrenó el 17 de febrero de 2020. La segunda parte de la primera temporada se lanzó el 20 de julio de 2020.

### Casting
Junto con el anuncio oficial de la serie, se informó que Paulina Chávez y Jencarlos Canela habían sido elegidos como protagonistas de la serie.